# 有神的進化論
有神的進化論（ゆうしんてきしんかろん、Theistic evolution、Evolutionary theism）とは、キリスト教の思想のひとつで、創造論を否定しない一方、進化論を受け入れ、神が進化によって人間を含む生物を創造したとする説。

## 概説
この立場では、創世記の天地創造を寓喩的に解釈し、宗教と生物学の両立を図る。
一方で創造論者側からは、この場合神はビッグバン以前と想像の世界にしか居場所がなくなるとの批判がある。霊感論では、進化論の影響を受け、部分的な誤りが聖書にあると見なすところから部分的霊感説が出てくると指摘されている。

## 支持者
- カトリック教会はビッグバンには創造者が必要とするが進化論は特に否定しない[5]。

- 日本基督教団亀有教会牧師鈴木靖尋は、日本基督教団の牧師の95%が部分霊感であり、有神的進化論の支持者であるとしている[6]。

- 内村鑑三は「神は進化の順序法則に従ひて萬物を造り完成し給ふ」として進化論を積極的に肯定した[7]。